# Selección de hockey sobre patines de Alemania
La selección de Alemania de hockey patines es el equipo nacional que representa a la federación alemana de hockey patines (Deutscher Rollsport und Inline-Verband, DRIV) en competiciones internacionales de hockey patines. Participa habitualmente en el campeonato mundial y en el campeonato europeo.

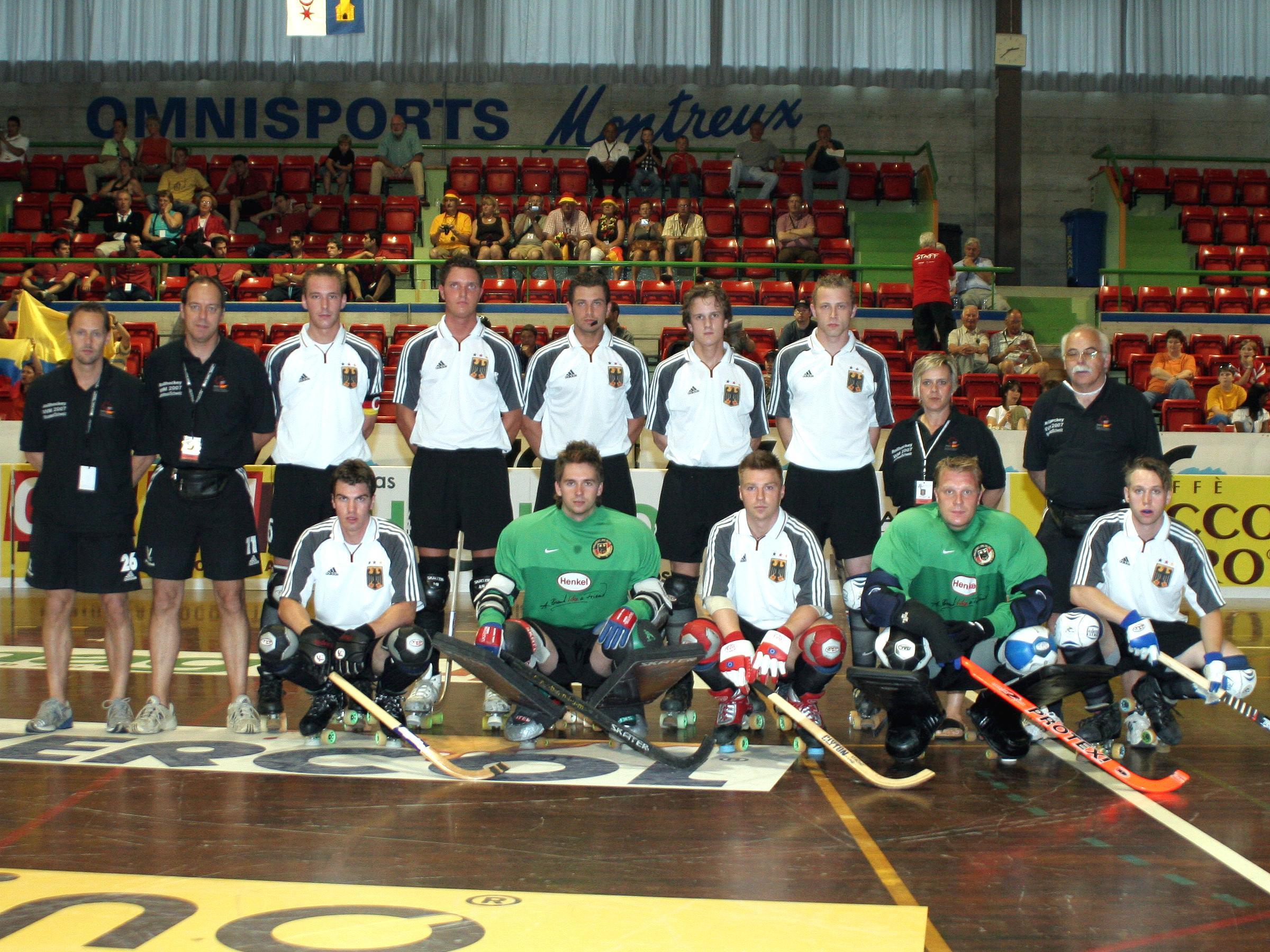
Selección de Alemania en el Mundial de 2007.

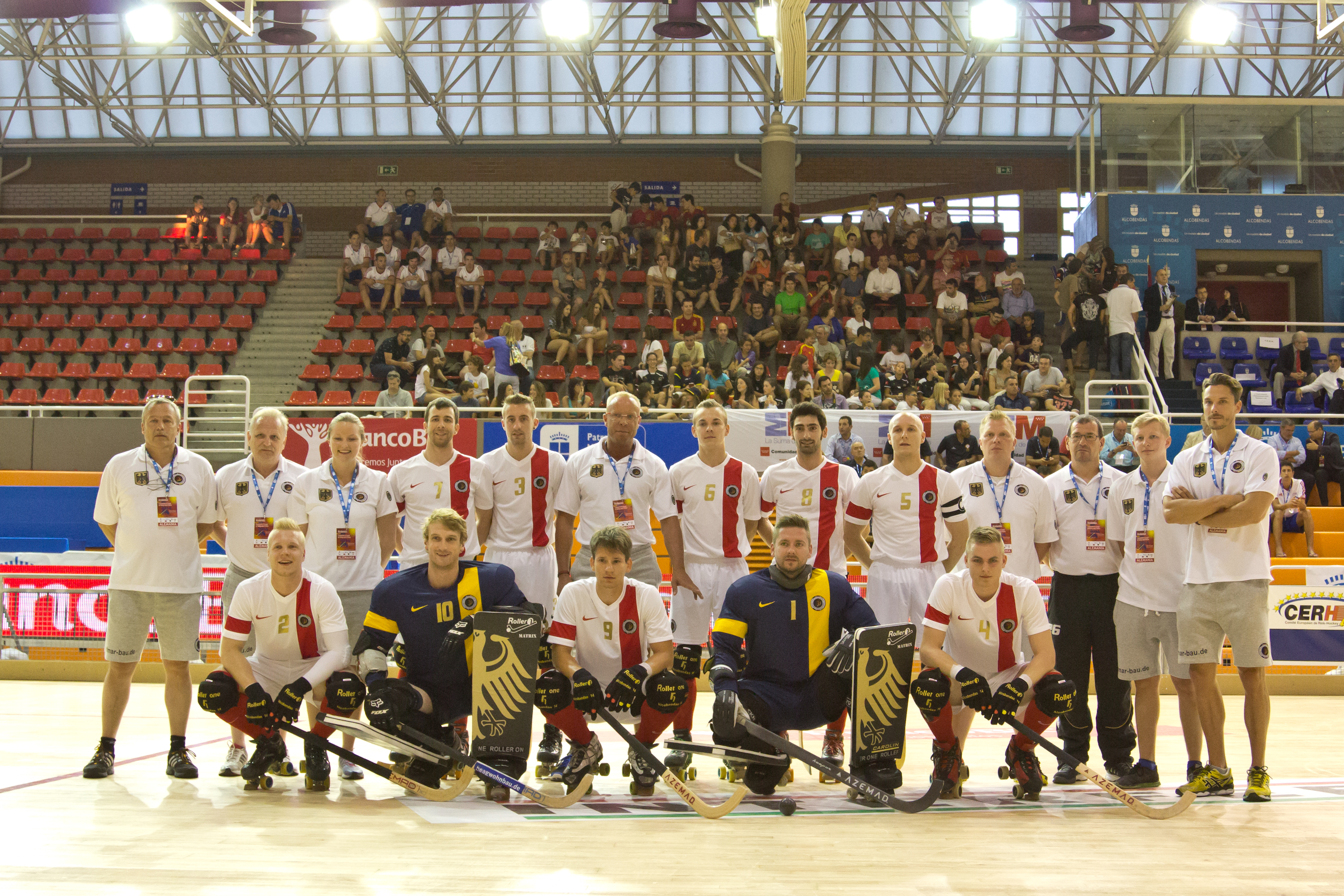
Selección de Alemania en el Europeo de 2014.

## Integrantes
Según la convocatoria para el Campeonato europeo de hockey sobre patines masculino de 2014 de Alcobendas:
Cuerpo técnico
- Primer delegado: Ralf Henke
- Segundo delegado: Bernd Ulrich
- Entrenador: Marc Berenbeck
- Segundo entrenador: Daniel Lukoschek
- Fisioterapeutas: Laura Gerlich y Marcel Mirscheid
- Utillero: Andreas Sauli